# Epijana lanosa
Epijana lanosa är en fjärilsart som beskrevs av Holland. Epijana lanosa ingår i släktet Epijana och familjen Eupterotidae. Inga underarter finns listade i Catalogue of Life.